# Alfred Liebig

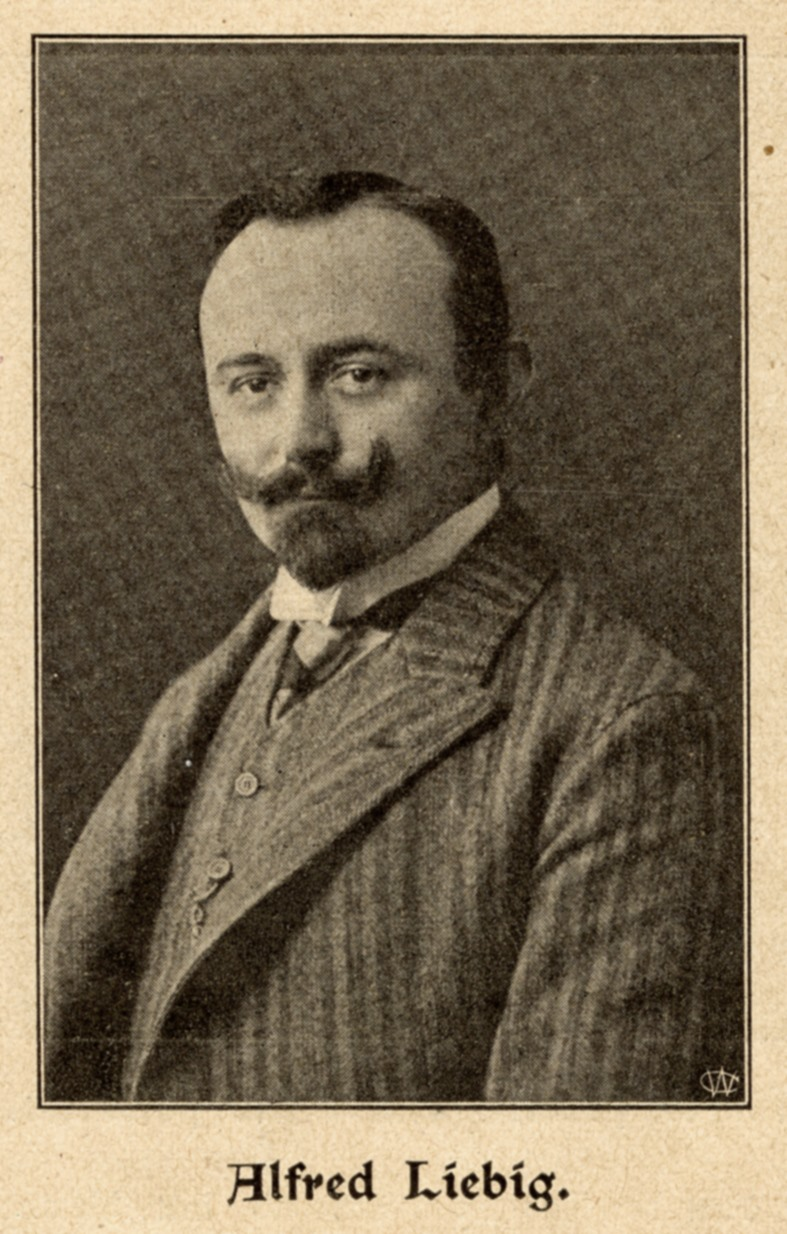
Alfred Liebig, um 1907

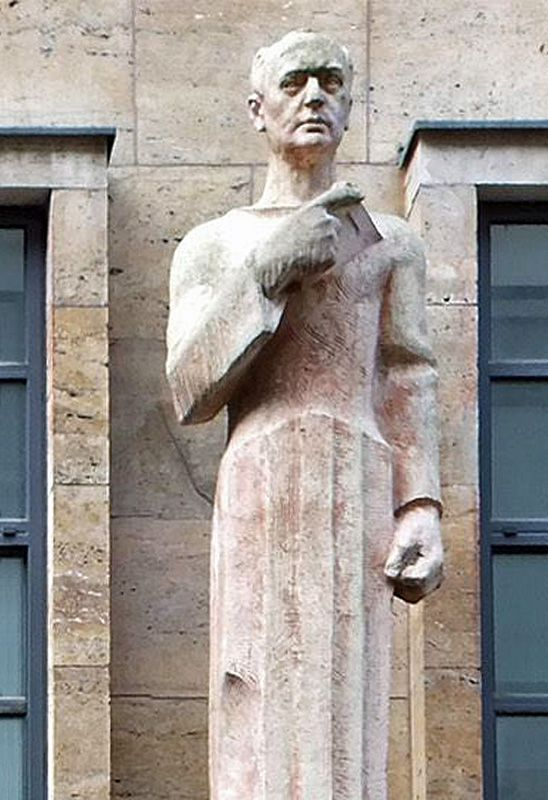
Alfred Liebig 2014 als Fassadenfigur am Petershof nach Johannes Göldel

Alfred Liebig (* 12. Juli 1878 in Zittau; † 11. Februar 1952 in Leipzig) war ein deutscher Architekt, der vom Historismus kommend den Weg zur Neuen Sachlichkeit und zum Art déco fand. Sein Hauptwerk ist das von 1927 bis 1929 errichtete Messehaus „Petershof“ in Leipzig.

## Leben und Wirken
Alfred Liebig absolvierte zunächst eine Ausbildung zum Maurer und Zimmermann und besuchte anschließend die Königlich Sächsische Bauschule in Zittau. Danach begann er an der Technischen Hochschule Dresden zu studieren. Dort wurde Paul Wallot auf ihn aufmerksam und vermittelte ihn an die Kunstakademie Dresden. Hier studierte er u. a. unter Wallot vier Jahre Architektur als Kunst im Meisteratelier. 1904 wurde er Mitglied des Corps Lusatia Dresden.
Nach erfolgreichem Abschluss seines Studiums siedelte er nach Leipzig über und arbeitete zunächst für Anton Käppler. 1907 wurde er im Rahmen eines Architekturwettbewerbs für den Entwurf eines Fürstensitzes auf den Räcknitzer Höhen bei Dresden mit dem Großen Sächsischen Staatspreis für Architektur ausgezeichnet. Damit verbunden war ein Reisestipendium, eine anschließende zweijährige Studienreise führte Liebig durch Europa, Ostasien und Nordafrika. Nach seiner Rückkehr eröffnete er 1910 ein eigenes Büro für Architektur, Bauleitung und Kunstgewerbe in Leipzig. Schwerpunkte seiner Arbeit waren die Entwürfe von Hotels, Villen, Geschäftshäusern und Theatergebäuden sowie deren Inneneinrichtung.
Aus der Zeit zwischen den beiden Weltkriegen sind nur wenige ausgeführte Bauten von Alfred Liebig bekannt. So blieb das 1927–1929 errichtete Leipziger Messehaus Petershof (Petersstraße 20) sein Hauptwerk.
Weitere Entwürfe lieferte Liebig bei den Wettbewerben für die Errichtung des Bankhauses Kroch in Leipzig (1926), für ein Versicherungshochhaus in Leipzig (1928) und für das Büro- und Geschäftshaus Handelshof in Gera. Liebig überzeugte zwar mit einer am Neuen Bauen angelehnten Innenraumausstattung, musste am Ende jedoch seinen Mitbewerbern die Bauausführung überlassen.
Alfred Liebig wechselte zum Wohnungsbau und beteiligte sich bei Entwürfen von Wohnhausensembles in den Leipziger Stadtteilen Wahren, Eutritzsch und Leutzsch.

## Bauten und Entwürfe
- 1912–1915: Umbau des (heutigen) Mittelsächsischen Theaters in Döbeln, Theaterstraße 7
- 1913: Maschinenhalle für die Internationale Baufach-Ausstellung 1913 in Leipzig
- 1913: Pavillon des Leipziger Künstlervereins zur Internationalen Karikaturen-Ausstellung in Begleitung der Internationalen Baufachausstellung Leipzig 1913
- 1919: Leipziger Volksbühne beim Bayerischen Bahnhof in Leipzig[2]
- 1926: Wettbewerbsentwurf für das Bankhaus Kroch am Augustusplatz in Leipzig

Das Krochhochhaus wurde 1927/1928 nach dem Wettbewerbsentwurf des Architekten German Bestelmeyer gebaut, es ist das erste Leipziger Hochhaus.
- 1927: Hotelhalle in Seefeld in Tirol
- 1927–1929: Messehaus Petershof in  Leipzig, Petersstraße 20 (von 1929 bis 2003 mit Filmtheater Capitol)
- 1928: Wettbewerbsentwurf für ein Bürohochhaus am Augustusplatz in Leipzig

Ausgeführt wurde 1929 der Wettbewerbsentwurf des Architekten Otto Paul Burghardt, das Gebäude ist als Europahaus bekannt.
- 1928: Wettbewerbsentwurf für das Büro- und Geschäftshaus Handelshof in Gera

Das Gebäude wurde nach dem Wettbewerbsentwurf des Architekten Hans Brandt 1929 als erstes Hochhaus Geras ausgeführt.
- um 1929: eigenes Wohnhaus in Leipzig, Marienbrunnenstraße 8b

Alfred Liebig wohnte und arbeitete in diesem Haus bis zu seinem Tod im Jahr 1952.
- um 1929: Umbau der Treppenhalle der Leipziger Filiale der Sächsischen Bank in Leipzig, Markgrafenstraße (im Zweiten Weltkrieg zerstört)
- um 1930: Wohnhausensembles in Leipzig-Wahren, Leipzig-Eutritzsch und Leipzig-Leutzsch
- 1930–1933: Umbau des Restaurants Thüringer Hof in Leipzig

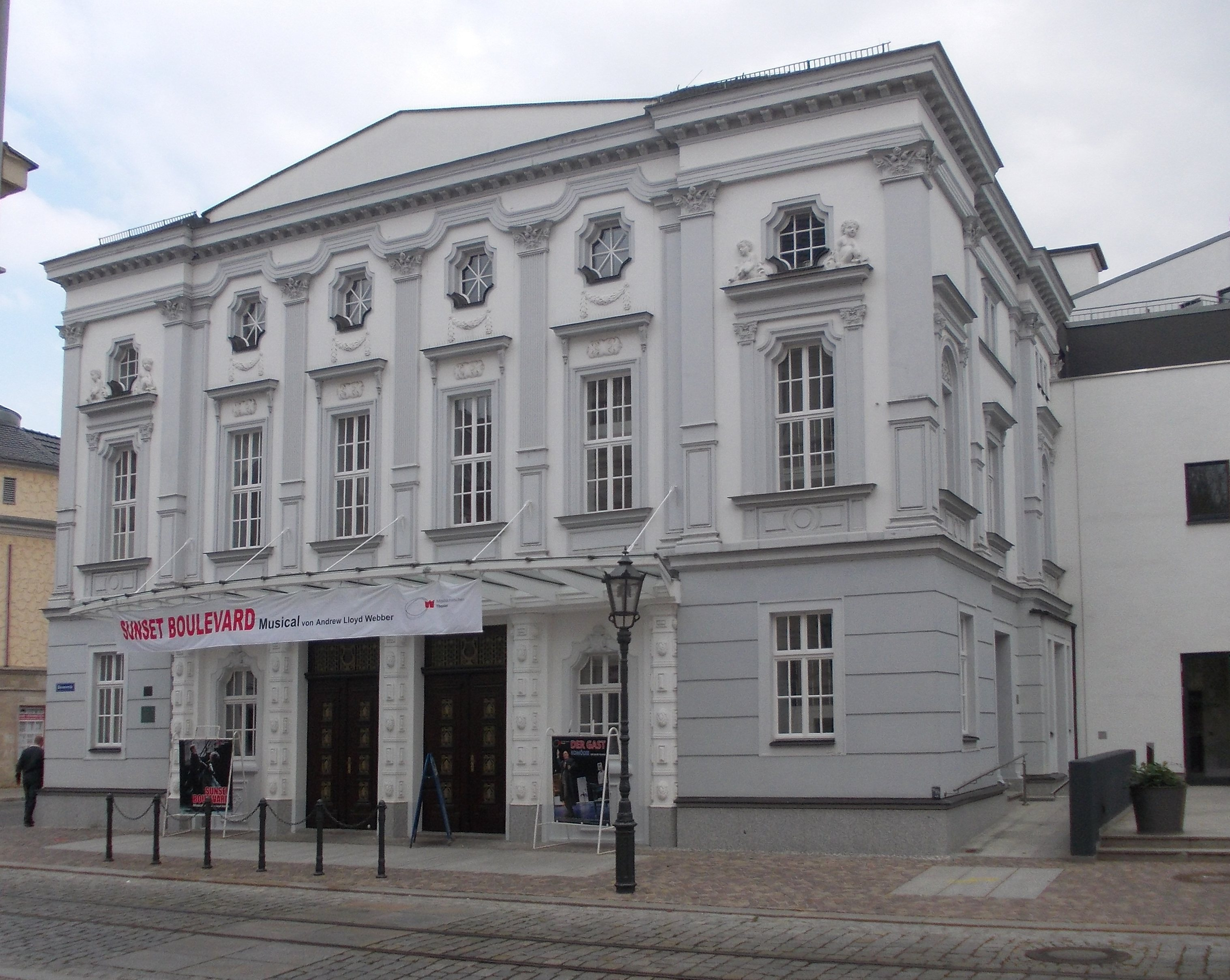
Theater in Döbeln (2014)
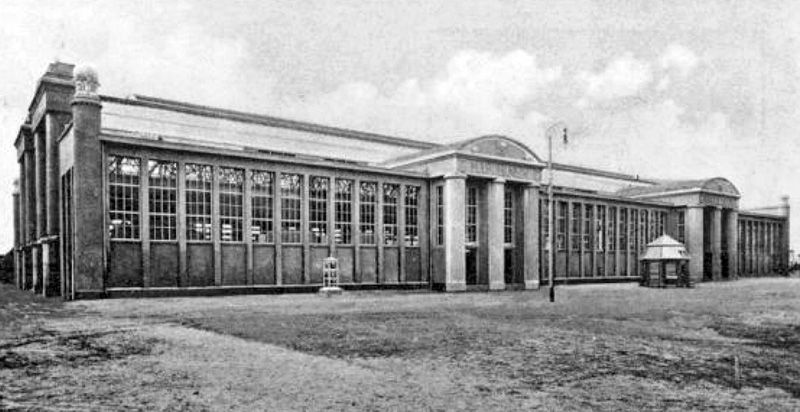
Maschinenhalle zur IBA 1913
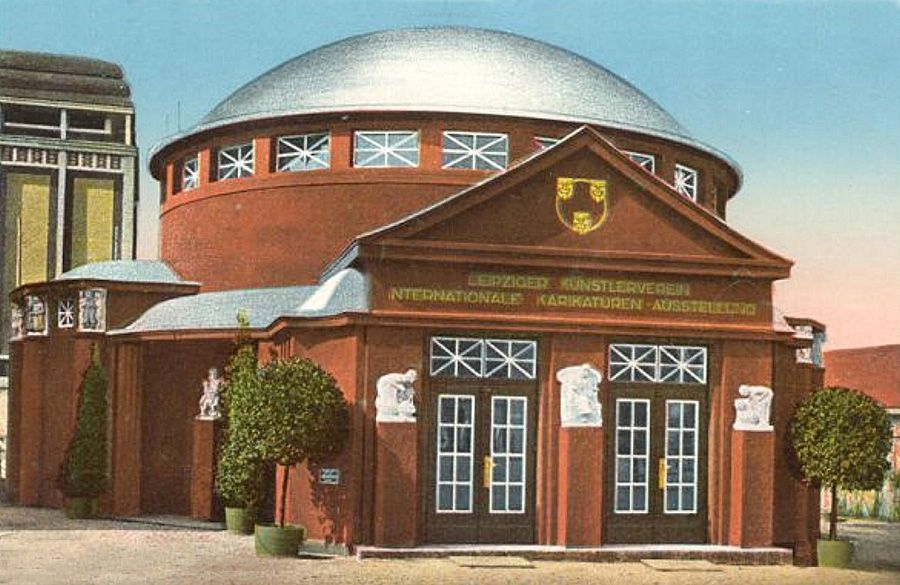
Pavillon des Leipziger Kunstvereins 1913
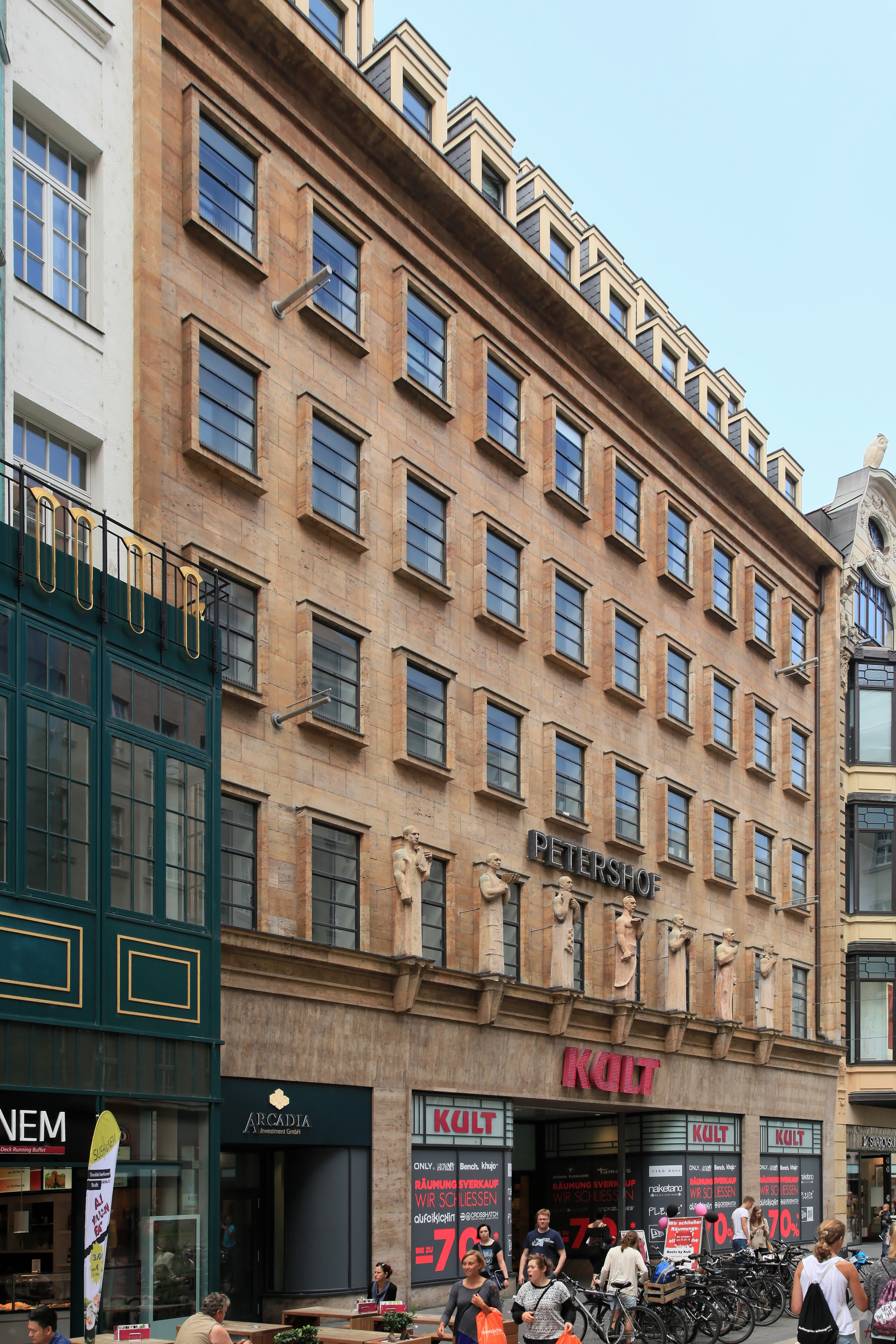
Petershof Leipzig (2015)
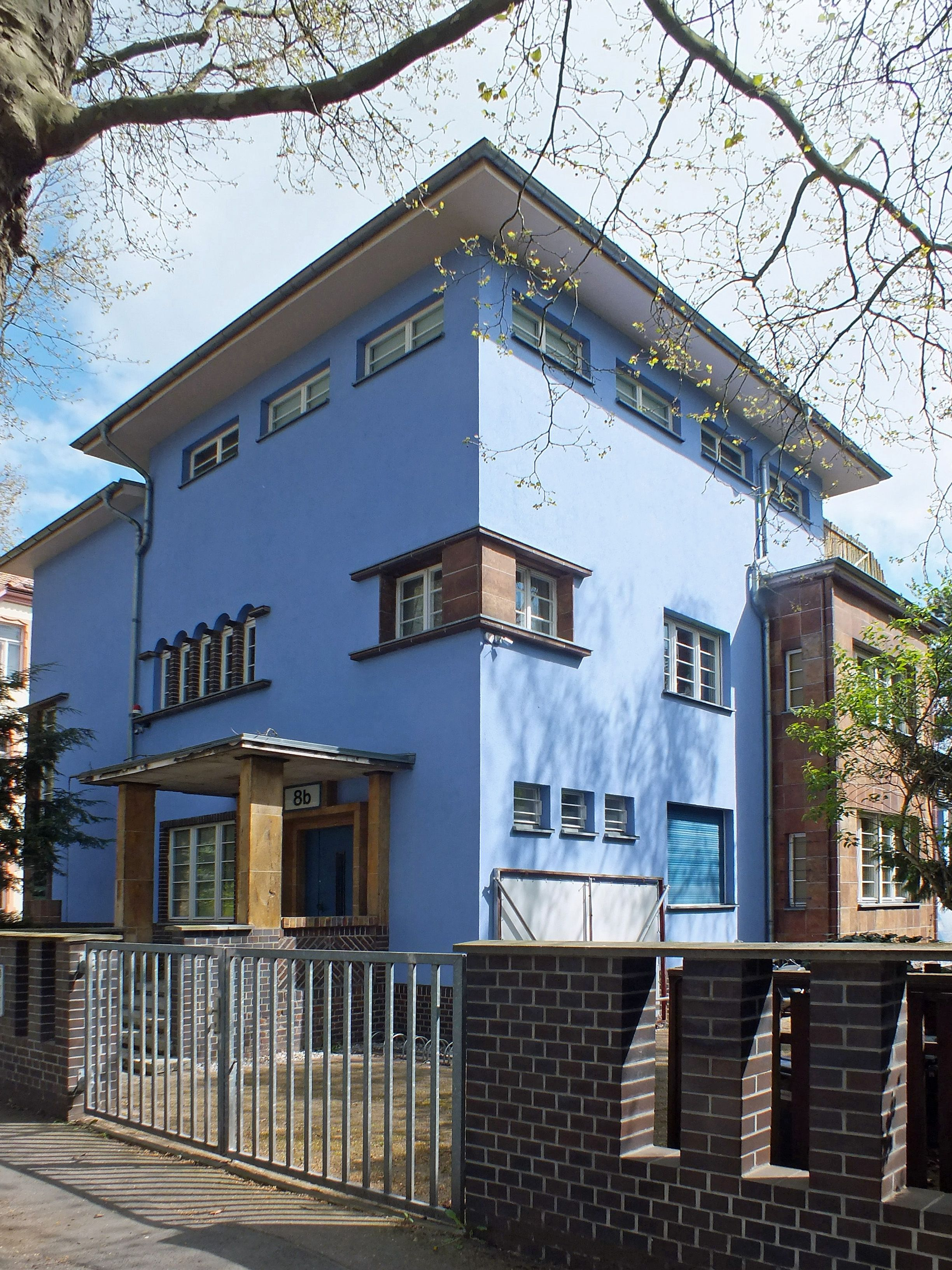
Liebigs Wohnhaus (2017)